# Decalogo 1
Decalogo 1 (Dekalog, jeden) è il primo dei dieci mediometraggi realizzati dal regista Krzysztof Kieślowski per la TV ed ispirati ai dieci comandamenti.

## Trama
(Primo comandamento)
Krzysztof è un linguista e professore universitario che, separato dalla moglie, cresce il figlio Paweł da solo nella periferia popolare di Varsavia. I due sono molto legati e passano il tempo libero partecipando a competizioni di scacchi, riuscendo anche a vincere alcune gare con una campionessa professionista.
Krzysztof è un grande appassionato di informatica, e pensa che tutta la vita possa essere descritta matematicamente con un linguaggio di programmazione. Secondo lui, non esiste una dimensione trascendente della realtà: non esiste nessun Dio e quando si muore, il cervello smette semplicemente di funzionare. Alla sua visione materialistica si contrappone quella di sua sorella, fervente cattolica.
Il figlio di Krzysztof, Paweł, inizia ad interessarsi al mondo trascendente, da quando casualmente nota in strada un cane morto congelato. Questo lo porta a farsi domande sul senso della morte, su cosa essa sia.
Mentre il padre punta il discorso su come avviene la morte, la zia gli parla di una dimensione trascendente, che non può essere colta matematicamente. Si ha un esempio di questo quando Paweł mostra alla zia un programma in grado di dire cosa sta facendo sua mamma in quel momento; alla zia, che ribatte che il programma non è in grado di dirgli ciò che la mamma sta sognando, il bambino risponde che è solo una questione di potenza del computer.
Un giorno, il lago vicino a casa ghiaccia ed il bambino desidera andarci a pattinare. Krzysztof, allora, telefona all'istituto meteorologico per conoscere la temperatura prevista per la notte ed esegue una serie di calcoli al computer, che gli permettono di stabilire che il ghiaccio sarà in grado di reggere il suo peso. Per maggiore sicurezza, esegue nuovamente i calcoli e va a verificarne l'esattezza con una prova empirica.
Il giorno dopo, Pawel va a scuola con i pattini per usarli nel pomeriggio, prima di rientrare a casa. Krzysztof non sorveglia il bambino, sicuro com'era che il ghiaccio non si sarebbe rotto. Non sospetta di nulla, nemmeno quando nota dei segnali premonitori: un camion dei pompieri che si dirige verso il lago, gli amici che non lo trovano, la lezione a cui è mancato, delle persone che lo cercano per avvisarlo di un incidente.
Comincia a capire che non tutto è prevedibile, quando il calamaio con cui stava scrivendo tutto a un tratto si rompe, senza nemmeno essere stato toccato.
Decide quindi di andare a vedere cosa sta succedendo al lago: vede il buco nel ghiaccio ed i soccorritori, ma stenta ancora a crederci. Qualcuno gli dice che alcuni ragazzi stavano giocando nelle vicinanze, quindi si allontana di nuovo per cercare suo figlio.
Krzysztof si arrende all'evidenza solo quando i soccorritori estraggono il corpo senza vita di suo figlio.
Si reca allora in una cappella, dove per la rabbia fa crollare un piccolo altare, ma subito dopo prende da un'acquasantiera un pezzo congelato di acqua benedetta, con il quale si segna la fronte.

## Simbologia
Il film si apre con la ripresa del "testimone silenzioso", un personaggio che ricorrerà in ogni episodio (tranne il decimo), sempre rigorosamente muto. Interpretato da Artur Barciś, questo personaggio ha molte interpretazioni. Può essere un angelo che assiste alle sofferenze e tribolazioni umane, oppure Dio stesso che assiste muto alle vicende umane. Malgrado il personaggio sia sempre in un punto centrale della vicenda, il regista non ha mai fatto capire se prenda parte allo svolgersi di essa.
Ricorrente nel film è il tema del liquido (acqua, tè, inchiostro, latte, ecc...).
Nel corso del film si manifesta una sincronicità quando il protagonista si accorge che si è rotto il contenitore dell'inchiostro il quale macchia le pagine di un libro. Ciò prefigura la morte del figlio, difatti poco prima di scoprire la verità, mentre parlava al telefono rivela che gli si era rotta la boccetta dell'inchiostro.
Un simbolo significativo compare nella scena finale del film: l'altare che il padre rovescia per rabbia fa cadere le candele accese, la cui cera gocciola sotto l'occhio di un dipinto della Madonna, che sembra piangere ed indicare quindi l'idea di un Dio sensibile alle umane sofferenze.